# Fokker V.17

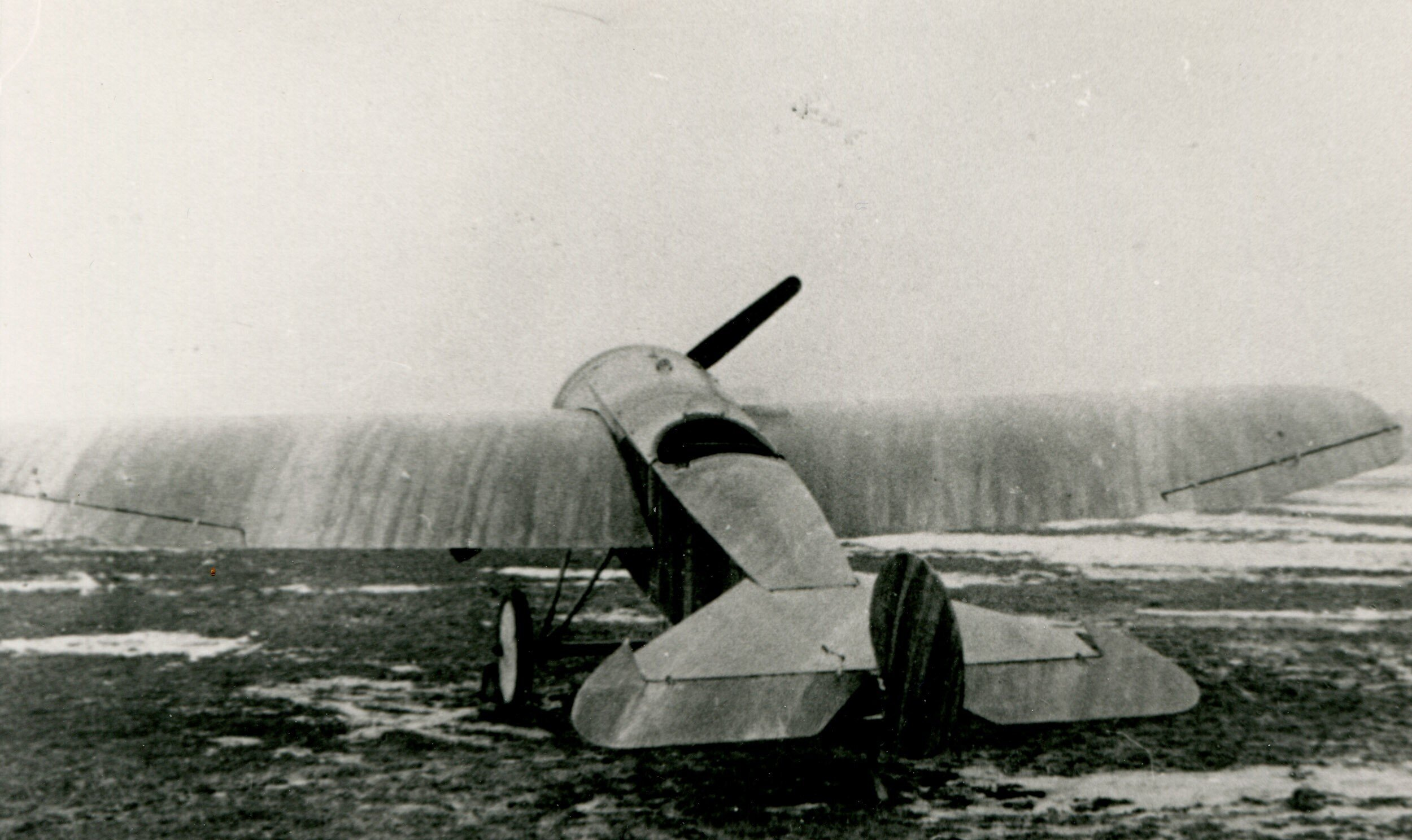
Fokker V.17

El Fokker V.17 y sus derivados fueron una serie de aviones de combate monoplanos experimentales producidos por la compañía de aviones holandesa Fokker en la década de 1910.
El Fokker V.17 era un monoplano de ala en voladizo con revestimiento de madera contrachapada al que le dotó de un motor Oberursel de 82 kW (110 CV) .
El Fokker V.20, fue un caza  de ala media en voladizo con revestimiento de madera contrachapada y fue impulsado por un motor Mercedes D IIIa de 119 kW (160 CV) . Era similar a la V.17.
El Fokker V.21 se parecía mucho al Fokker V.20, excepto que las alas eran más puntiagudas.
El Fokker V.23 se relacionó con el Fokker V.20 y el Fokker V.21. Fue evaluado por el ejército alemán y rechazado debido a la poca visibilidad hacia adelante, probablemente en el aterrizaje. El V.23 estaba propulsado por un motor Mercedes III de 119 kW (160 hp), tenía 5,8 m (19 pies) de largo, una envergadura de 8,73 m (28,64 pies) y una altura de 2,65 m (8,69 pies). El área del ala era de 11,12 m² (119,69 pies²), el peso vacío era de 673 kg (1484 lb), peso máximo de 853 kg (1881 lb). La velocidad máxima del V.23 fue de 200 km/h (124 mph). El armamento era dos ametralladoras de 7.92 mm (.312 in).
- Datos: Q4243950
- Multimedia: Fokker V.17 / Q4243950